# Mlapa III
Mlapa III est un ancien roi ewe du Togo, sous le règne duquel l'explorateur Gustav Nachtigal imposa un protectorat allemand le 5 juillet 1884. Fils du roi Agomegan, son véritable nom est Plakoo. Son surnom dériverait de « Mlapa Etu ne Mlapa, ewui ne Mlapa » (invulnérabilité au fusil et au couteau). Son surnom explique que certains historiens aient cru qu'il s'agissait de deux personnages distincts.

## Biographie
Avant 1884, le roi contrôle un territoire autour du lac Togo. Il a le droit de percevoir des taxes batelières, dont une partie est utilisée pour le royaume et l'autre pour le palais. Outre cela, il est un chef de guerre dirigeant ses troupes sur le champ de bataille.
Son fils Mlapa IV fait partie des autorités traditionnelles consultées lors des émeutes lors de la succession du chef coutumier de Vogan le 23 août 1951. Sa dynastie existe toujours et est représentée par son petit-fils Mlapa V. Le prince héritier s'appelle Asrafo Plakoo Mlapa.